# Campionati del mondo di atletica leggera 2005 - Marcia 50 km
La gara dei 50 km di marcia dei Campionati del mondo di atletica leggera di Helsinki 2005 si è disputata nella giornata del 12 agosto.

## Podio
| Posizione | Atleta            | Paese  |
| --------- | ----------------- | ------ |
| Oro       | Sergey Kirdyapkin | Russia |
| Argento   | Aleksey Voyevodin | Russia |
| Bronzo    | Alex Schwazer     | Italia |

## Risultati
1. Sergey Kirdyapkin,  Russia 3h 38'08"
2. Aleksey Voyevodin,  Russia 3h 41'25"
3. Alex Schwazer,  Italia 3h 41'54"
4. Trond Nymark,  Norvegia 3h 44'04"
5. Zhao Chengliang,  Cina 3h 44'45"
6. Omar Zepeda,  Messico 3h 49'01"
7. Roman Magdziarczyk,  Polonia 3h 49'55"
8. Yūki Yamazaki,  Giappone 3h 51'15"
9. Horacio Nava,  Messico 3h 53'57"
10. Peter Korčok,  Slovacchia 3h 55'02"
11. Tim Berrett,  Canada 3h 55'48"
12. Julio Rene Martinez,  Guatemala 3h 57'56"
13. Marco De Luca,  Italia 3h 58'32"
14. Denis Langlois,  Francia 3h 59'31"
15. Ken Akashi,  Giappone 3h 59'35"
16. Kim Dong-Young,  Corea del Sud 4h 01'25"
17. Modris Liepinš,  Lettonia 4h 01'54
18. Miloš Bátovský,  Slovacchia 4h 05'44"
19. Sergey Korepanov,  Kazakistan 4h 06'23"
20. Pedro Martins,  Portogallo 4h 08'12"
21. Antti Kempas,  Finlandia 4h 10'30"
22. Jorge Costa,  Portogallo 4h 22'17"
23. Philip Dunn,  Stati Uniti 4h 25'27"
  - Han Yucheng,  Cina dnf
  - Xing Shucai,  Cina dnf
  - Oleksiy Kazanin,  Ucraina dnf
  - Rafal Fedaczynski,  Polonia dnf
  - Andrey Stepanchuk,  Bielorussia dnf
  - Sérgio Galdino,  Brasile dnf
  - Luis Fernando García,  Guatemala dnf
  - Fredrik Svensson,  Svezia dq
  - Craig Barrett,  Nuova Zelanda dq
  - Jesús Ángel García,  Spagna dq
  - Jani Lehtinen,  Finlandia dq
  - Aleksandar Raković,  Serbia e Montenegro dq
  - Viktor Ginko,  Bielorussia dq
  - Miloš Holuša,  Rep. Ceca dq
  - Aigars Fadejevs,  Lettonia dq
  - Mikel Odriozola,  Spagna dq
  - Grzegorz Sudol,  Polonia dq
  - Vladimir Kanaykin,  Russia dq
  - Diego Cafagna,  Italia dq
  - Miguel Solis,  Messico dq
  - Yohan Diniz,  Francia dq